# Ieperfest
Ieperfest is een hardcore-festival in Ieper. Het vindt traditioneel plaats in het laatste of voorlaatste weekend van augustus en er komen jongeren uit heel Europa naartoe. Andere stijlen die op het festival aan bod komen zijn onder andere deathmetal, grindcore en metalcore.

## Ieperfest Winter 2010
De tweede editie van Ieper Winterfest vond plaats in zaal Fenix op 6 februari. 
Op de affiche stonden Headshot, Victims, Brutality Will Prevail, Link, A Plea For Purging, Salt The Wound, Arsonists Get All The Girls, Rafflesia, For The Glory, War From A Harlots Mouth, Trapped Under Ice, Rise And Fall

## Ieperfest 2009
Ieperfest 2009 vond plaats tussen 28 augustus en 30 augustus in Ieper.
Op het podium stonden Rafflesia, Liar, Crimson Falls, The Setup, Aborted, Bold, Blood Redemption, Knuckledust, Rise And Fall,  A Wilhelm Scream,  Hoods,  First Blood,  True Colors,  Darkest Hour,  Nueva Etica,  Spoil Engine,  Diablo Boulevard,  Black Haven,  Burning Skies,  Set Your Goals,  Your Demise,  Trash Talk,  Misery Signals,  Teenage Lust,  Soul Control,  Die Young,  Trigger The Bloodshed,  For The Fallen Dreams,  Architects,  Annotations Of An Autopsy,  Stigma,  Deal With It,  Wait In Vain,  Balance,  The Effort,  Outrage,  Viatrophy,  Thick As Blood,  Suckinim Baenaim,  Rhinoceros,  Reagan Youth,  Raein,  Psyopus,  Polar Bear Club,  On,  Oatbreaker,  The Number Twelve Looks Like You,  Misery Index,  Lower Class Brats,  xKingdomx,  Joe Coffee,  Impending Doom,  Gold Kids,  An Emerald City,  Disembodied,  Chuck Ragan,  Bringin' It Down,  Blood Stands Still,  Bandanos,  Lewd Acts.

## Ieperfest 2008
Ieperfest 2008 vond plaats tussen 22 augustus 2008 en 24 augustus 2008 in Ieper.
Volgende bands stonden op het podium:
After All - All My Sins - All Shall Perish - As Friends Rust - Backfire! - Balzac - Blood Spencer - Bloodclot - Bridge To Solace - Cancer Bats - Cephalic Carnage - Common Cause - Counting The Days - Danny Diablo - Despised Icon - Die My Demon - Discarga - Do Androids Dream Of Electric Sheep? - Endzweck - Fear My Thoughts - Folsom - Have Heart - Homer - Hour Of The Wolf - Jerusalem The Black - Kingdom - Length Of Time - Lionheart - The Locust - Mans Ruin - Maudlin - Mörser - Nothing Gold Can Stay - Outbreak - Parkway Drive - Pound For Pound - Psalm - Pulling Teeth - Pushed Too Far - Red Tape Parade - Ringworm - Rotten Sound - Ruiner - See You Next Tuesday - Shipwreck - Shook Ones - Sinking Ships - Soul Control - SS Decontrol - Sunpower - Surge Of Fury - Sworn Enemy - Verse - Warbringer - Wisdom In Chains

## Ieperfest Winter 2008
Voor het eerst vond in 2008 ook een wintereditie van Ieperfest plaats op 9 februari 2008 in Ieper.
Your Demise - Rhythm To The Madness - Trenchfoot - Blessed By A Broken Heart - Psalm - For The Glory - Toxic Holocaust - Blood Stands Still - Furious Styles - The Setup - Shattered Realm - Municipal Waste

## Ieperfest 2007
Ieperfest 2007 vond plaats tussen 24 augustus 2007 en 26 augustus 2007 in Ieper.

### Vrijdag
Madball - Fear My Thoughts - Rise & Fall - No Turning Back - Six Ft. Ditch - The Setup - Deadsoil - As We Fight - Set Your Goals - True Colors - World Collapse - No Trigger - Eye Of Judgement - Bush - No Recess - Losing Streak

### Zaterdag
Black Dahlia Murder - Murphy's Law - Aborted - Knuckledust - Cold As Life - Justice - Blacklisted - The Ocean - Victims - Fall Of Serenity - Blood Redemption - Nothing Done - Rafflesia - H8INC - Human Demiste - Black Haven

### Zondag
Bane - Born from Pain - Dying Fetus - Deadlock - Cataract - Have Heart - The Maple Room - Ceremony - Shredder - Kaospilot - To Kill - Red Dons - The Revisions - Fatal Recoil

## Ieperfest 2006
Ieperfest 2006 vond plaats tussen 25 augustus 2006 en 27 augustus 2006 in Ieper.

### Vrijdag
Caliban - Amen Ra - Switchblade - Congress - Angel Crew - Paint It Black - Textures - Neaera - The Chariot - Restless Youth - Taint - New Mexican Disaster Squad - Psalm - Strike First - True Colors - Rafflesia

### Zaterdag
Sworn Enemy - JR Ewing - Liar - MDC - 100 Demons - The Ocean - Settle The Score - PN - Black Friday 29 - Sunpower - Officer Jones And His Patrol Car Problems - Blood Redemption - The Sedan Vault - The Boss - Rhumble In Rhodos

### Zondag
Maroon - Shai Hulud - Rise & Fall - Remembering Never - Skinless - Parkway Drive - Six Ft. Ditch - Strength Approach - Reproach - Clobberin Time - Minus45Degrees - First Alliance - Ashema - Die!

## Ieperfest 2005
Ieperfest 2005 vond plaats tussen 26 augustus 2005 en 28 augustus 2005 in Ieper.

### Vrijdag
Misery Index - Born from Pain - Liar - Children Of Fall - The Setup - Leng Tch'e - Requiem - Verse - Confronto - Another Breath - The Spectacle - The Death Of Anna Karina - Values Intact - The Maple Room - Maudlin

### Zaterdag
Darkest Hour - Do Or Die - Starkweather - Deadsoil - Rejuvenate - Born/Dead - Reflux - Beecher - Deadlock - Amen Ra - The Je Ne Sais Quoi - Minus45Degrees - Amanda Woodward - Ikaros - Trust - Core Of Anger

### Zondag
Das Oath - Hoods - Aborted - Seein' Red - Chimaera - Knuckledust - Panthers - Die My Demon - Mental - Fucked Up - The Rites - Justice - For The Glory - Awoken - Officer Jones And His Patrol Car Problems